# Almut Gitter Jones
Almut Gitter Jones (1923-2013) es una micóloga, botánica, y profesora estadounidense.

## Biografía
Desarrolló actividades académnicas en el Dto. de Biología Vegetal, en la Universidad de Illinois en Urbana-Champaign.
El 14 de abril de 1968, sobrevivió a un siniestro automovilístico, muriendo el 14 de junio de 1970, su colega esposo George Neville Jones.

## Algunas publicaciones

### Libros
- 1992. Aster and Brachyactis (Asteraceae) in Oklahoma. Sida. Botanical miscellany 8. Ed. ilustrada de BRIT Press, 46 pp. ISBN 1889878219 en línea

- 1985. Chromosomal Features as Generic Criteria in the Asteraceae. Ed. International Bureau for Plant Taxonomy and Nomenclaure, 11 pp.

- 1973. Taxonomy, Phytogeography and Biosystematy of Aster, Section Multiflori. Ed. Univ. of Illinois at Urbana-Champaign, 910 pp.

- La abreviatura «A.G.Jones» se emplea para indicar a Almut Gitter Jones como autoridad en la descripción y clasificación científica de los vegetales.[2]